# リディア・リプコフスカヤ
リディア・リプコフスカヤ (Lydia Yakolevna Lipkowska、ロシア語: Лидия Яковлевна Липковская、ウクライナ語: Лідія Яківна Липковська; 1882年5月10日 – 1958年3月22日) は、ウクライナ出身のロシア・ルーマニアのオペラ・ソプラノ歌手である。「リプコウスカ」とも表記される。

## 生涯

リディア・リプコフスカヤ, Music News, 1921 より

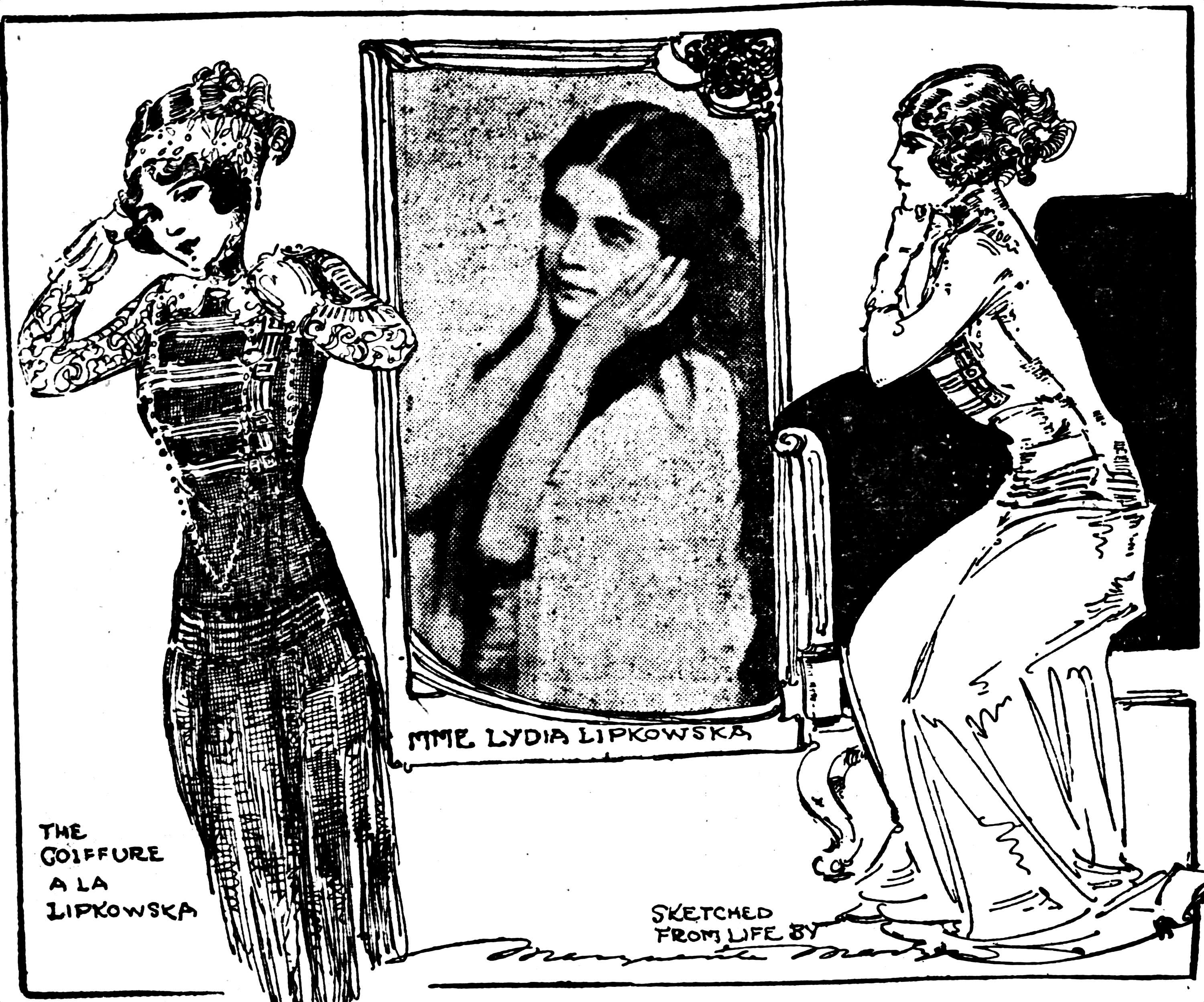
マルグリート・マーティンの描いたリプコフスカヤと写真, 1910年

リディアはバビンの教師の家に生まれたが、その町の博物館は彼女を記念して造られている。彼女には3人の姉妹と4人の兄弟がいた。伯母のマリア・ザンコヴェツカはウクライナの有名な女優だった。リディアはカームヤネツィ＝ポジーリシクィイにあるマリインスキー女学校で教育を受けた。他の学生たちと共に彼女は聖歌隊に加わってソロパートを受け持ち、その美しい声は教会の聖堂に響き渡った。カームヤネツィの人々は彼女を「歌う鳥」と呼んだ。女学校を卒業後、リプコフスカヤはサンクトペテルブルク音楽院に入学した。彼女は有名なポーリーヌ・ガルシア＝ヴィアルドの弟子であるナタリア・イレツカヤに師事したと言われている。彼女は1906年から1908年まで、および1911年から1913年までマリインスキー劇場と契約した。ここで彼女はプッチーニのオペラ「蝶々夫人」の主役を歌っている。1909年から1911年まではニューヨークのメトロポリタン・オペラのメンバーだった。メトロポリタンへのデビューは1909年11月18日、「椿姫」のヴィオレッタ役で、アルフレッド役はカルーソーだった。彼女は1909年にボストン・オペラ・カンパニー、1910年にはシカゴ・グランド・オペラ・カンパニーに客演した。ボストンで滞在したザ・レノックス・ホテルは彼女に敬意を表し、メニューに「カップ・リディア」と「スフレ・ア・ラ・リプコフスカヤ」を追加した。これに対し彼女は「自分の評判を傷つけ嘲笑するものだ」とクレームを唱え、ホテルのメニューの差し止めを裁判所に訴えた。1911年に彼女はロンドンのロイヤル・オペラ・ハウスに、プッチーニのオペラ「ラ・ボエーム」のミミ役でデビューした。
1912年、リプコフスカヤはニューヨークのギャングスタ―、サム・シェップスに入質した8万ドル相当の2つのダイヤモンドを、彼が返さなかったので訴えた。彼女の言い分は、シェップスから1万2千ドルを借り、その担保にダイヤモンドを渡したところ、彼は宝石を返す前に5千ドルの利息を要求したというものだった。1914年に彼女はポンキエッリのオペラ「バレンシアのムーア人 」をモンテカルロ歌劇場で初演した。1919年8月パリのオペラ座で、ヴェルディのオペラ「リゴレット」のジルダ役を歌った。10月にはオペラ座でトマのオペラ『ハムレット』のオフィーリア役を歌った。
リプコフスカヤは1920年、当時の夫ピエール・ボダンと共にソ連から亡命し、ホワイト・スター・ライン社の客船アドリアティック号で、2月8日にニューヨークに到着した。その年の9月、リプコフスカヤはマンハッタンのサン・カルロ歌劇場で、オペラ「リゴレット」のジルダ役を歌った。1922年に来日し、2月19日に帝国劇場で演奏会を開催している。この時はピアノ伴奏者スクリャレフスキーを伴って来日、リムスキー＝コルサコフのオペラ『雪娘』のアリア、ヴェルディのオペラ『椿姫』のアリアの他、ドニゼッティ、スカルラッティ、チャイコフスキーなどの歌曲を歌った。また2月23日には有楽座でオペラの衣装をつけた演奏会も開催した。さらに3月12日には京都の岡崎公会堂でも演奏会を行った。
舞台から引退した後に彼女はルーマニアに住み、ヴォイス・トレーナーとして活躍した。教え子の一人にはソプラノ歌手のヴィルジニア・ゼアーニがいる。リプコフスカヤは75歳の時にレバノンのベイルートで亡くなった。彼女は一時期バリトン歌手のジョルジュ・バクラノフと結婚していた。